# 印パ戦争

インドとその係争中の領土

印パ戦争（いんパせんそう）は、インドとパキスタンの間で行なわれた戦争のこと。第一次（1947年）、第二次（1965年）、第三次（1971年）と、両国間ではこれまでに3度の戦争が行われている。第一次と第二次はカシミール紛争の過程で、第三次はバングラデシュの独立に際して勃発した。インド・パキスタン戦争（インド・パキスタンせんそう）とも表記する。

## 第一次印パ戦争（1947年 - 1949年）
1947年にイギリスから分離独立した両国は当初から対立を続けていたが、1948年に北西部のカシミール地方領有をめぐって武力衝突に発展した。しかし国連の仲介によって停戦し、そのときの停戦ラインによってカシミールは分割された。これを第一次印パ戦争という。

## 中印戦争（1959年 - 1962年）
1950年代後半より表面化した中ソ対立の影響で、インドをソビエト連邦が支援し、印パ戦争ではパキスタンを中華人民共和国が支援しており、中ソ両国の対立が色濃く影響していた。インドと中国は国境線をめぐって対立し、1959年9月にインドと中華人民共和国の両軍による武力衝突が起き、1962年11月には大規模な衝突に発展した。主にカシミールとその東部地域のアクサイチンおよびラダック・ザンスカール・バルティスターン、ブータンの東側東北辺境地区（現在のアルナーチャル・プラデーシュ州）で激しい戦闘となったが、中国人民解放軍の勝利で終わり、国境をインド側に進めた。戦後、インドは核開発を開始する。

## 第二次印パ戦争（1965年 - 1966年）
1965年に再びカシミール地方の領有をめぐって、インド西部国境地帯を中心に武力衝突に発展、二度目の戦争が勃発した。これを第二次印パ戦争という。翌1966年には国連の仲裁で停戦した。

## 第三次印パ戦争（1971年）
ベンガル地方のムスリムによって構成された東パキスタンは、政治実権を全て西パキスタン（現在のパキスタン）に握られており、植民地の様相を呈していた。また1970年のサイクロンによって東パキスタン国土の殆どが水没、30 - 50万人に上る死者を出し、西パキスタンに位置していた中央政府の怠慢に市民は憤った。
そこで西パキスタンからの独立運動が広がったが、その独立を阻止するべく、パキスタン軍が制圧を開始した。すると東パキスタンから多くの難民が発生し、インドに流れ込んだ。しかし当時の貧しいインドに大量の難民を抱えるだけの力はなく、インドは東パキスタン独立のため介入し、1971年に3度目の対パキスタン全面戦争となった。これを第三次印パ戦争という。インドは圧倒的な人員で戦争を有利に進め、主戦線から遠いパキスタンは敗北した。東パキスタンは1971年12月、バングラデシュとして独立し、翌年7月には（西）パキスタンもそれを承認した。

## カールギル紛争（1999年）
1999年に、カシミールのカールギル地区でパキスタン軍およびカシミールの反インド政府活動家が管理ライン（停戦ライン）を超えてインド軍の駐屯地を占領し、両軍が衝突した。これをカールギル紛争という。

## 両国の核保有
インドは1950年代以降は、パキスタンの他にも中華人民共和国とも対立しており、同国が1960年代に入り核保有したことによってインドは窮地に立たされた。中華人民共和国はソビエト連邦と対立した上、アメリカ合衆国とも対立を続けていたために核を続々と配備したが、インド国境付近への配備も疑うには十分であった。このため、インドは1974年5月に地下核実験を行って核保有を宣言、世界で6番目の核保有国となった。インドの核保有によって印パの均衡は崩れ、パキスタンがインドに対して一方的に不利な状況に置かれてしまった。
これは4度目の全面戦争を食い止める面で大きく貢献したが、パキスタンを核開発へと走らせてしまい、1990年代にはパキスタンの核保有がささやかれた。なお、中華人民共和国はパキスタンに対して大規模な軍事支援を行っており、核開発及びミサイル開発においても支援を行ったと言われている。
このころ国際連合は包括的核実験禁止条約（CTBT）締結に向けて動き出しており、これを受けた1995年の中国とフランスの相次ぐ「駆け込み実験」が非難されるなどしたが、1996年には国連総会でCTBTが採択される。しかし、1998年5月にインドが地下核実験を強行、対抗したパキスタンは数日後に核実験を実施し、世界で7番目の核保有国となった。
1995年と1999年の「カシミール紛争」では印パ両国の対立が極限に高まり、全面核戦争の危機が語られた。しかし1999年のパキスタン軍事クーデターによって政権を奪取したパルヴェーズ・ムシャラフは段階的にインドとの協調路線をとっていたため、過激派のテロ攻撃があっても、政治的には非常に安定していた。しかし、2008年のムンバイ同時多発テロ以降、印パ関係が危ぶまれている。

## インドとパキスタンの緊張関係について
1947年10月：イギリスから独立して2カ月後に、カシミール地方の領有権をめぐって戦争が始まった。
1965年8月：再びカシミール地方をめぐって短い戦争が起きた。
1971年12月：東パキスタンが独立運動を起こし、インドが介入。パキスタン領内を空爆した。結果として東パキスタンはバングラデシュとして独立した。
1974年5月: インドが初の核実験を行う
1986年11月18日-1987年3月6日：ブラススタックス作戦
1999年5月：カシミール地方カールギルのインドの駐屯地を、パキスタン軍と武装勢力が制圧。インドは空と地上から攻撃を行い、パキスタン側を排除した。
1998年5月:パキスタンが初の核実験を行う
2001年10月：インド側のジャンムー・カシミールの州議会が攻撃され、38人が死亡。2カ月後にインドの首都デリーの国会議事堂が攻撃され、14人が亡くなった（インド国会議事堂襲撃（2001年））。
2008年11月：インド西部ムンバイの主要駅や高級ホテル、ユダヤ人の集会所などが同時に攻撃され、166人が犠牲となった。インドはパキスタンに拠点を置く過激派集団「ラシュカレトイバ（LeT）」の犯行だと非難している。
2016年1月：インド北部パサンコットの空軍基地が4日間にわたって攻撃され、インド兵7人と戦闘員6人が死亡した。
2016年9月18日：カシミール地方ウリのインド軍駐屯地が攻撃され、インド兵19人が死亡した。
2016年9月30日：インドはパキスタン側のカシミールにいる武装集団に「局地的な空爆」を行ったと発表。パキスタンはこうした空爆はなかったと主張している。
2019年2月：パキスタン軍が27日、カシミール地方の自国領空内でインド空軍機2機を撃墜し、墜落した操縦士2人を捕えるも3月に解放したことで緊張緩和を演出した。
2025年4月：インドとパキスタンが領有権を争うカシミール地方のうち、インド政府が直轄地とするジャム・カシミールで22日、武装勢力が少なくとも26人の観光客を射殺した。 現地警察はインド統治に抵抗する武装勢力によるものと断定した。インド政府はパキスタン政府の関与を主張し、対抗措置を相次いで打ち出したほか、報復攻撃も辞さない姿勢を示している。
2025年5月：インド空軍が7日早朝、パキスタンの武装勢力基地9か所をミサイルにて攻撃。これに対してパキスタン政府は断固反抗する姿勢を取っている。
2025年5月10日：2025年インド・パキスタン紛争が停戦で合意。